# Strömsund
För andra betydelser, se Strömsund (olika betydelser).

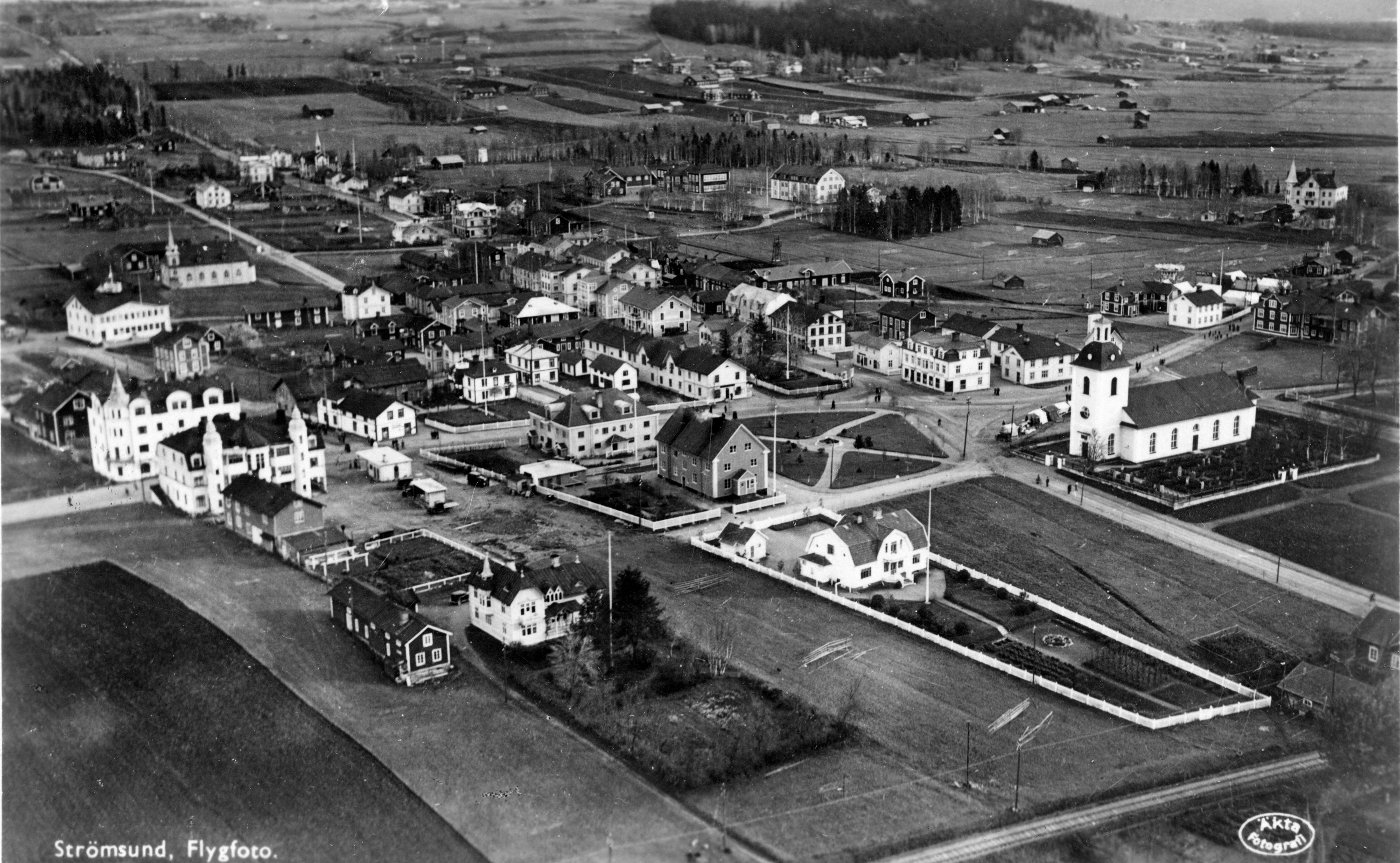
Flygfoto över Strömsund 1932

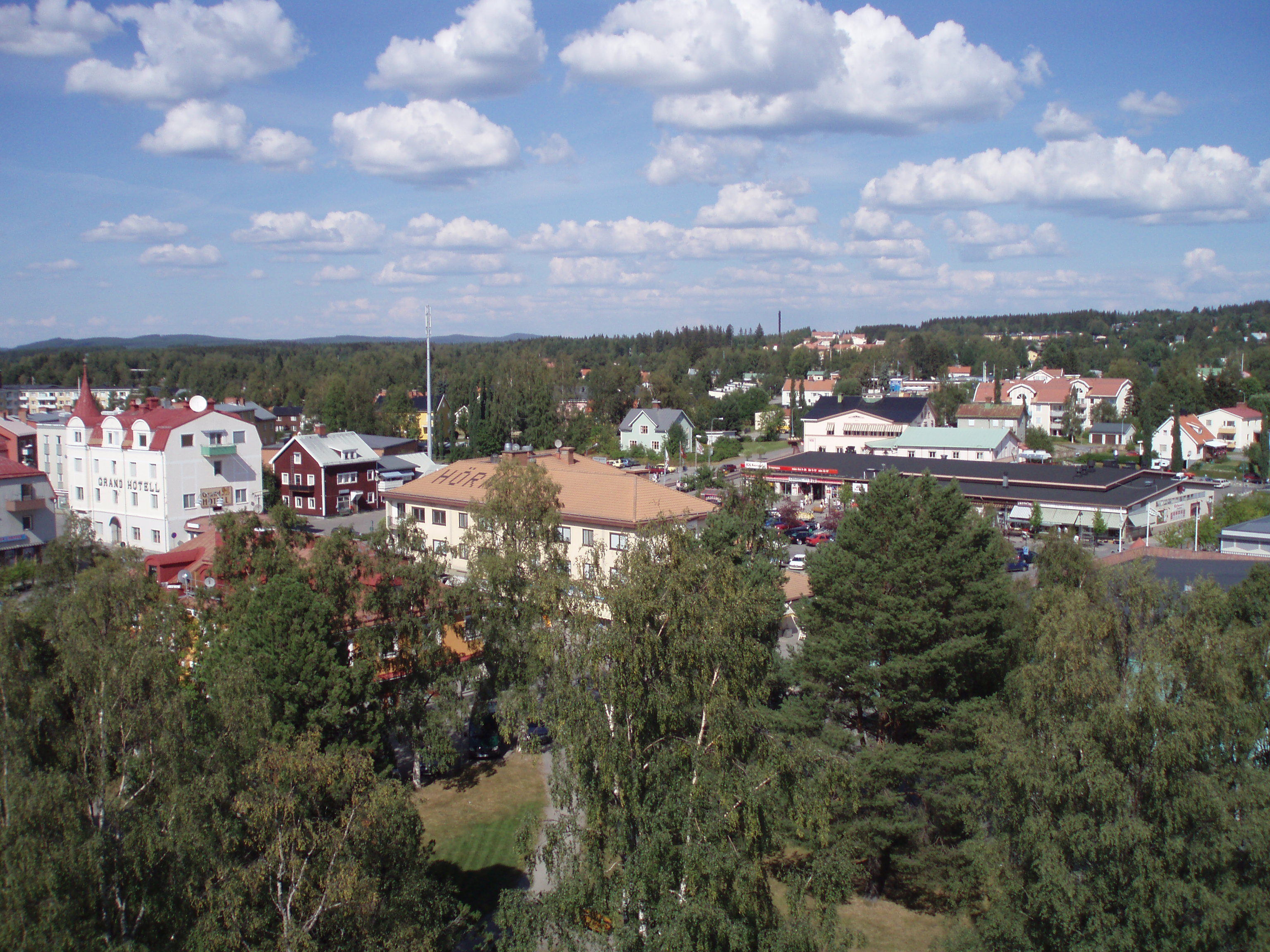
Grand Hotell, Fontänparken, Vattudalstorget

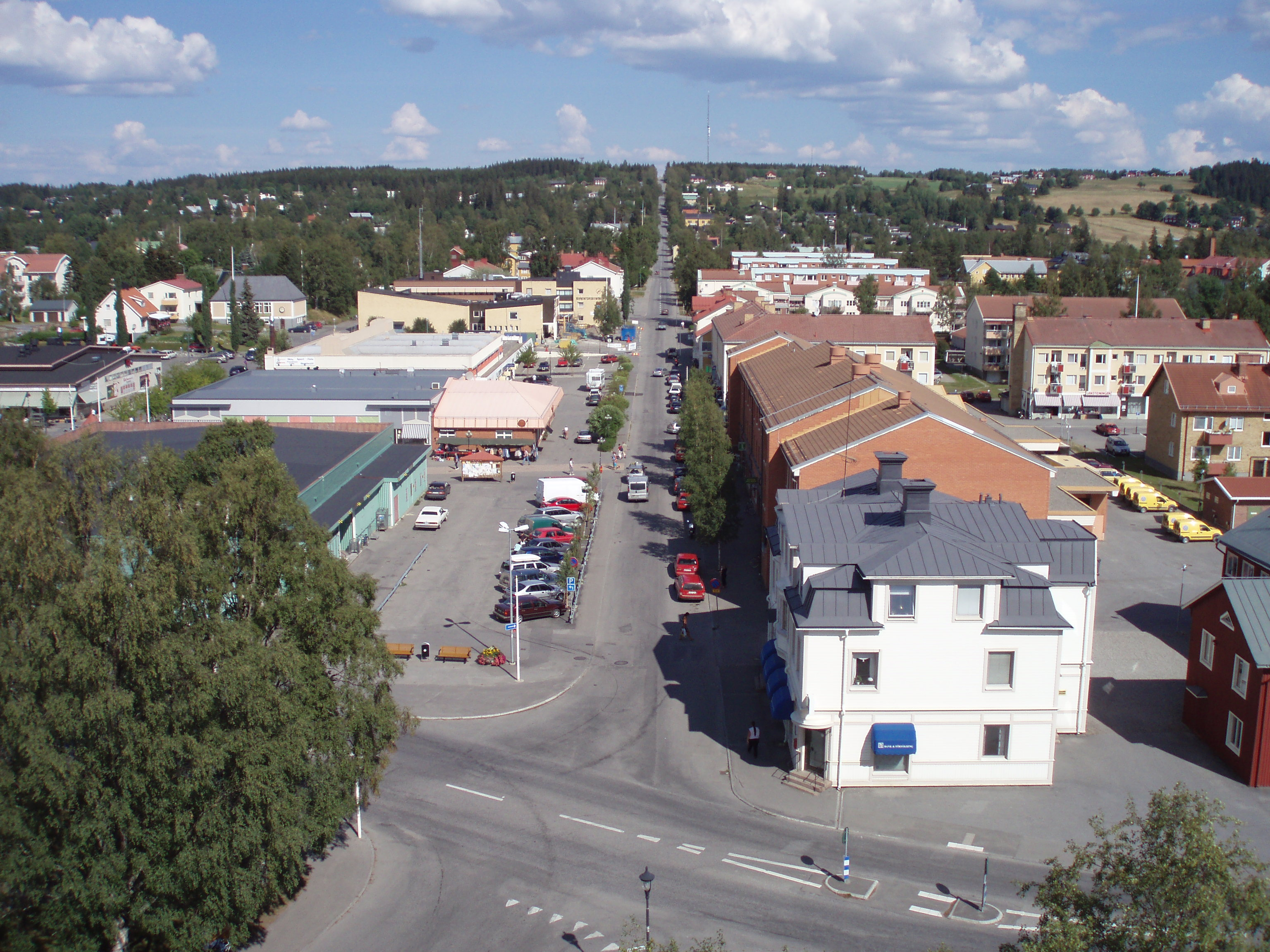
Storgatan mot norr från Fontänparken

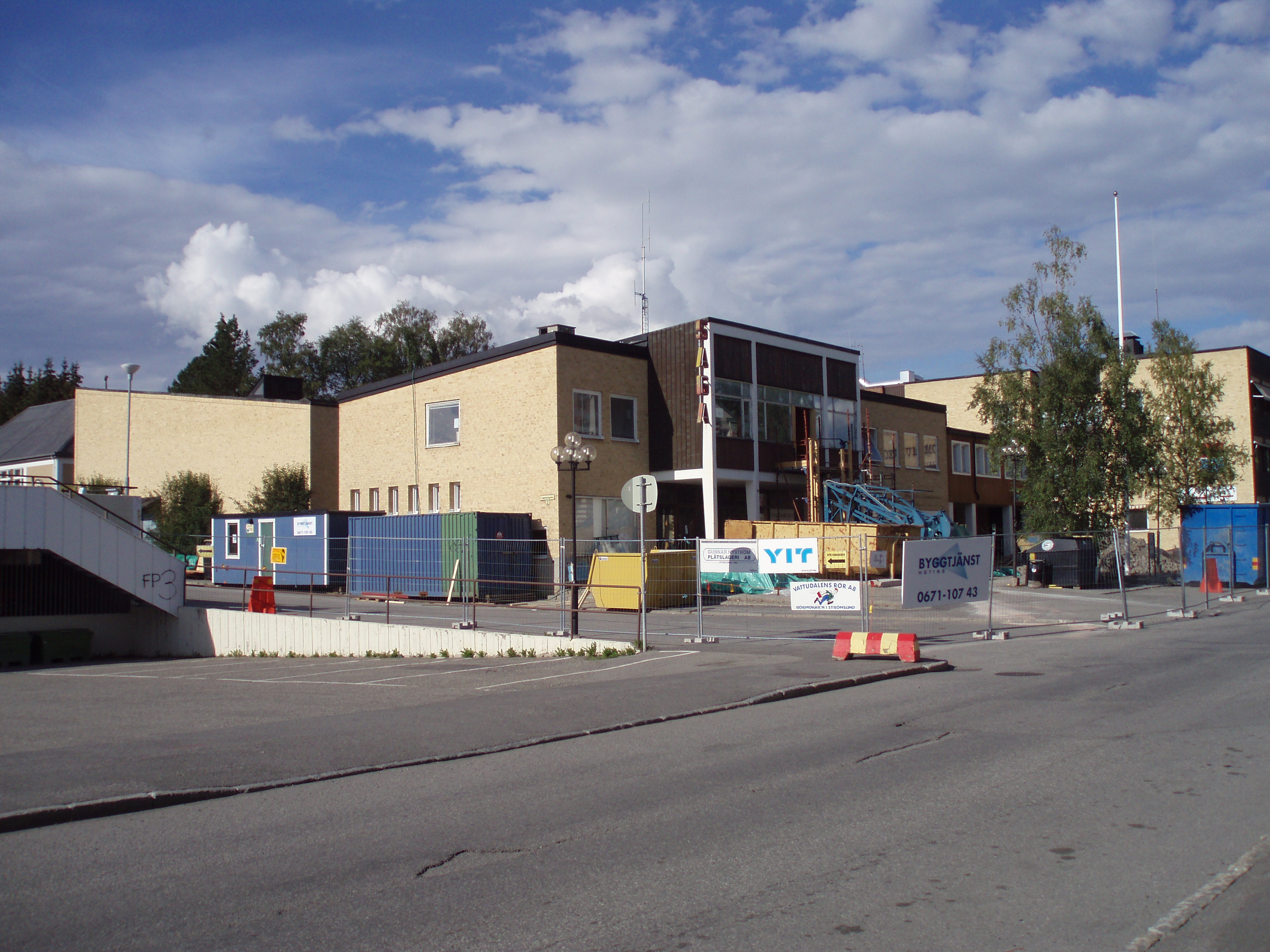
Kommunalhuset från 1958

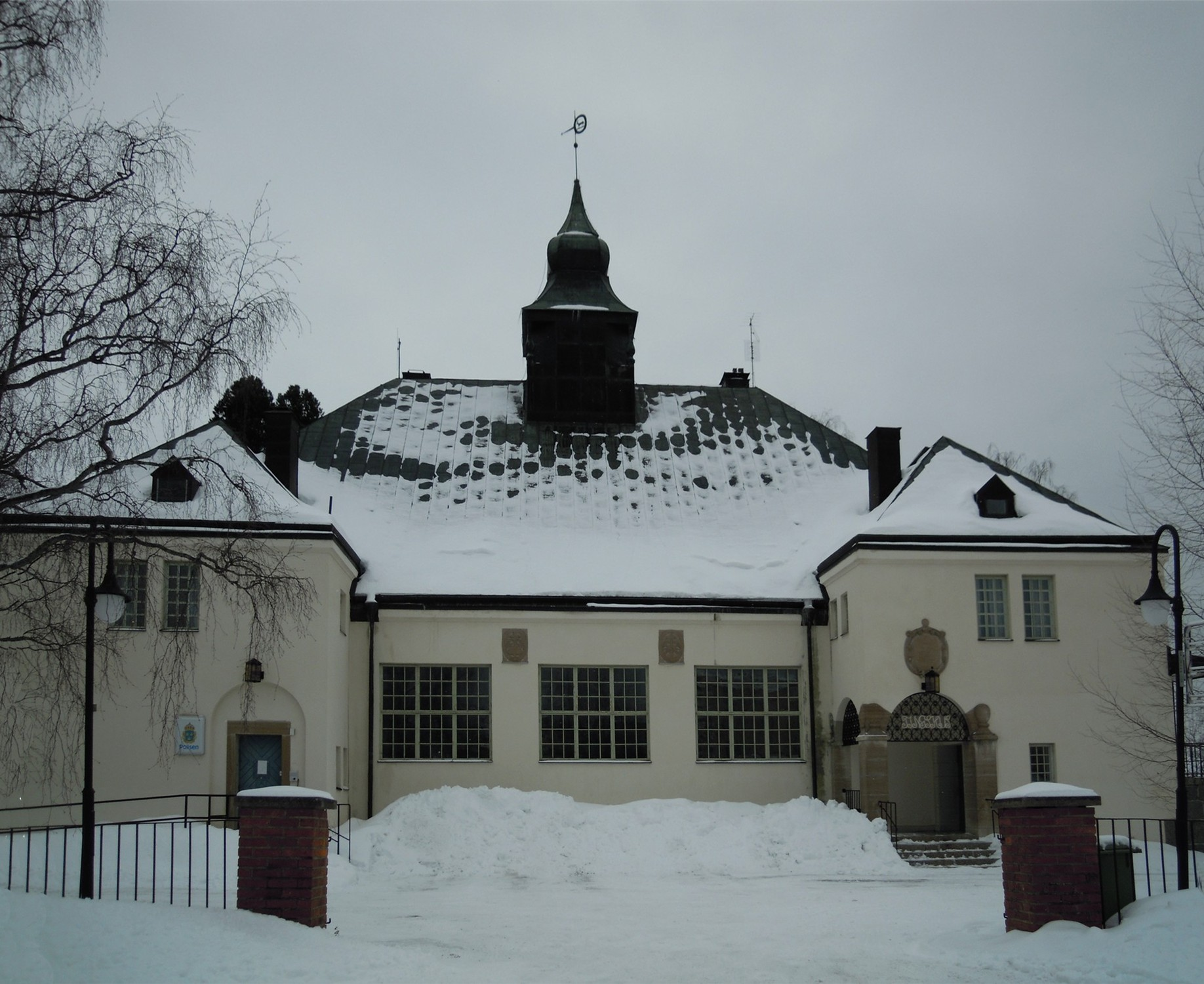
Tingshuset med lökkupol, invigt 1911

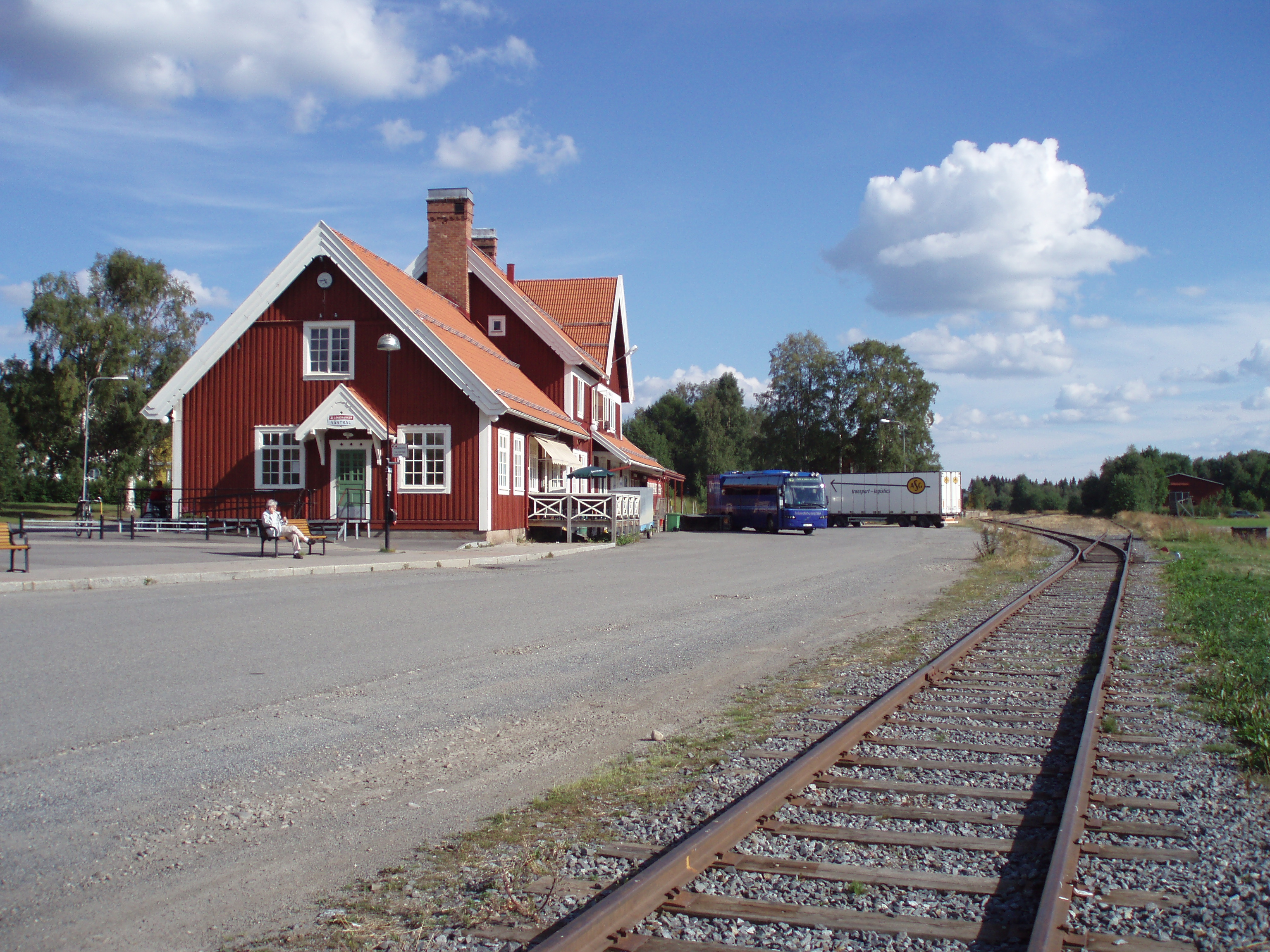
Järnvägsstationen invigd 1913

Strömsund (sydsamiska: Straejmie) är en tätort i norra Jämtland samt centralort i Strömsunds kommun, Jämtlands län. 
Strömsund ligger vid Russfjärden i Ströms Vattudal. Europaväg 45 går via den 1956 invigda Strömsundsbron över Ströms Vattudal och in i Strömsund. 
Strömsund är kyrkby i Ströms socken, och ingick efter kommunreformen 1862 i Ströms landskommun. I denna inrättades för orten den 19 januari 1901 Strömsunds municipalsamhälle, som upplöstes med utgången av 1962. Orten ingår sedan 1974 i Strömsunds kommun som centralort.

## Historia

### Från stenåldern till 1800-talet
Det finns ett hundratal kända stenåldersboplatser från fångstkulturen i området. Fynd från både järnåldern och vikingatiden har också gjorts, på Ströms gamla kyrkogård har man till exempel funnit gravar från 800-talet. Första gången Ström nämns i gamla handlingar är vid ett ting i Sveg 1273 då man bland annat avhandlade de norska riksgränsmärkena mot Sverige (både Härjedalen och Jämtland tillhörde Norge då). Där vittnade en gammal bonde, Loden från Ulvkälla, att han som ung, förmodligen omkring 1230, hade deltagit i en gränskommission för att avsyna gränsmärkena och att ingen i Straumi då kunde läsa bönen Pater noster.

### Ortnamnen
Den gamla kyrkan i Ström, byggd omkring år 1300, stod på nuvarande gamla kyrkogårdens mark. Det skall då ha funnits endast sju gårdar i församlingen. Kyrkan revs gradvis under 1850-talet, efter den nya kyrkans invigning år 1847. Det gamla sockennamnet Ström syftar på Strömmen eller Strömsströmmen, som avvattnar Ströms Vattudal till Faxälven vid Ulriksfors.

#### NamnetFlata
Det flata och jämna området framför den nuvarande kyrkan kallades i äldre tid för  Strömsflaten, och namnet kan vara mycket gammalt. En man i Ström, "Thore Flater", som nämns i ett skuldebrev till kyrkan utställt i Mordviken år 1410 kan ha sitt binamn bildat efter flaten.
Strömsflaten var Ströms marknadsplats, och de två största marknaderna där var vintermarknaden i februari samt höstmarknaden vid Mickelsmäss.
Den gamla flaten utgjordes av de centrala delarna av de ingående byarna;  Bredgård och Näset. Numera åsyftas hela tätorten Strömsund i benämningen, som också har kommit att bli endast dativformen Flata. De som fortfarande kan sin jämtska böjer dock ortnamnet beroende på om det står i ackusativ (riktning) eller dativ (befintlighet). 
Exempel: Om je ha före på Flatn (ackusativ) så e je på Flata (dativ). 
Flata uttalas med akut accent, det vill säga [Fláta], som exempelvis uttalet av -flata i ordet handflata.

### Strömsund under 1900-talet
1912 fick Strömsund järnvägsförbindelse genom Inlandsbanan. Vid denna tid bodde cirka 1 000 personer i Strömsund, som redan då hade en ansenlig mängd industrier, främst inom trävarutillverkning. Tilltron till orten och dess utveckling var stor, i Nordisk familjebok från 1916 skrivs följande: S. är stadt i raskt framåtskridande och betraktas som Jämtlands blifvande andra stad. Så blev dock inte fallet, men sedan sekelskiftet har Strömsund ändå vuxit befolkningsmässigt med ett par tusen. Strömsund fick gymnasium 1961, numera Hjalmar Strömerskolan. 1973 beslutade riksdagen att ett så kallat industricentrum skulle förläggas till Strömsund som en satsning för att främja industrietableringen på orten.  Idrottsföreningen på orten, IFK Strömsund, är en av länets äldsta och grundades 1908. Ströms Hembygdsförening, som sköter det omfattande hembygdsgårdsområdet i södra Strömsund, är länets äldsta hembygdsförening och grundades 1906.

### Befolkningsutveckling
| Befolkningsutvecklingen i Strömsund 1900–2020 | Befolkningsutvecklingen i Strömsund 1900–2020 | Befolkningsutvecklingen i Strömsund 1900–2020 | Befolkningsutvecklingen i Strömsund 1900–2020 | Befolkningsutvecklingen i Strömsund 1900–2020 |
| --------------------------------------------- | --------------------------------------------- | --------------------------------------------- | --------------------------------------------- | --------------------------------------------- |
|                                               |                                               |                                               |                                               |                                               |
| År                                            |                                               |                                               | Folkmängd                                     | Areal (ha)                                    |
| 1900                                          | 1900                                          |                                               | 685                                           | †                                             |
| 1960                                          | 1960                                          |                                               | 2 301                                         |                                               |
| 1965                                          | 1965                                          |                                               | 2 827                                         |                                               |
| 1970                                          | 1970                                          |                                               | 3 578                                         |                                               |
| 1975                                          | 1975                                          |                                               | 4 119                                         |                                               |
| 1980                                          | 1980                                          |                                               | 4 239                                         |                                               |
| 1990                                          | 1990                                          |                                               | 4 193                                         | 368                                           |
| 1995                                          | 1995                                          |                                               | 4 090                                         | 368                                           |
| 2000                                          | 2000                                          |                                               | 3 707                                         | 365                                           |
| 2005                                          | 2005                                          |                                               | 3 516                                         | 365                                           |
| 2010                                          | 2010                                          |                                               | 3 589                                         | 363                                           |
| 2015                                          | 2015                                          |                                               | 3 690                                         | 392                                           |
| 2020                                          | 2020                                          |                                               | 3 692                                         | 387                                           |
| † Befolkning runt ett municipalsamhälle 1900. |                                               |                                               |                                               |                                               |

## Stadsbild
Strömsund hade en stadsbild liknande en småstad genom de affärs- och bostadshus från 1800-talets senare del som fanns utmed Storgatan. Vissa mindre nybyggnationer skedde vid Storgatan under 1950-talet, bland annat uppfördes Strömsunds kommunalhus 1958, ritat av arkitektfirman Klemming & Thelaus. 1960- och 70-talets så kallade "saneringar" förändrade dock detta radikalt, eftersom merparten av de äldre trähusen revs. Strömsund fick i samband med detta ett nytt affärscentrum kring det då skapade Vattudalstorget. De äldsta kvarvarande stora stenhusen, förutom Ströms kyrka, är Grand Hotell (1909) och Tingshuset, som invigdes 1911 och är ritat av arkitekten Frans Wallberg.

## Klimat
Strömsunds årliga nederbörd, samt de dagliga min och maxtemperaturerna för ett helt år.
|                                            | Jan  | Feb  | Mar  | Apr  | Maj  | Jun  | Jul  | Aug  | Sep | Okt  | Nov | Dec  |
| ------------------------------------------ | ---- | ---- | ---- | ---- | ---- | ---- | ---- | ---- | --- | ---- | --- | ---- |
| Normaldygnets maximitemperaturs medelvärde | −6   | −4   | 2    | 7    | 13   | 18   | 21   | 19   | 14  | 6    | −1  | −6   |
| Normaldygnets minimitemperaturs medelvärde | −12  | −11  | −9   | −3   | 2    | 8    | 11   | 9    | 5   | 0    | −5  | −11  |
|                                            |      |      |      |      |      |      |      |      |     |      |     |      |
| Nederbörd                                  | 52,9 | 33,8 | 26,4 | 37,1 | 45,7 | 65,1 | 93,2 | 88,7 | 51  | 45,7 | 46  | 42,4 |

| Diagram | temperaturer i °C • månadsnederbörd i mm | temperaturer i °C • månadsnederbörd i mm | temperaturer i °C • månadsnederbörd i mm | temperaturer i °C • månadsnederbörd i mm | temperaturer i °C • månadsnederbörd i mm | temperaturer i °C • månadsnederbörd i mm | temperaturer i °C • månadsnederbörd i mm | temperaturer i °C • månadsnederbörd i mm | temperaturer i °C • månadsnederbörd i mm | temperaturer i °C • månadsnederbörd i mm | temperaturer i °C • månadsnederbörd i mm | temperaturer i °C • månadsnederbörd i mm |
|         | 53 -6 -12                                | 34 -4 -11                                | 26 2 -9                                  | 37 7 -3                                  | 46 13 2                                  | 65 18 8                                  | 93 21 11                                 | 89 19 9                                  | 51 14 5                                  | 46 6 0                                   | 46 -1 -5                                 | 42 -6 -11                                |

## Näringsliv
Näringslivet domineras av småindustri- och servicenäringen, med bland annat träindustri och tjänsteföretag. 

## Evenemang
- Dundermarknaden anordnas sedan 1983 varje år i juli. Marknaden ställdes in år 2020 och 2021 på grund av coronapandemin.
- Dundertrampen var en motionsaktivitet som anordnades av korpen varje sommar fram till 2010 då korpen tvingades lägga ner sin verksamhet i Strömsund på grund av bristande intresse för deras aktiviteter.[14]

Dundertrampen var en 12 km lång motionsstig som startade längst ut på Öhn på vändplanen och gick mestadels längs stigar i skogen in till hembygdsgården i Strömsund. Banan pryddes av dockor och detaljer med anknytning till filmen Dunderklumpen. Sista året deltog enbart 50 deltagare.
2017 gjordes ett nytt försök med Dundertrampen, om än i modifierad form, då en cirka 6 km lång Dundertramp anordnades i samband med dunderveckan. Start och mål var båda vid hembygdsgården och trampen gick till rotnäset och tillbaka. 2017 års upplaga av trampen lockade 20 deltagare.

## Kända personer med ortsanknytning
- John Brattmyhr
- Peter Lucas Erixon
- Kjell Espmark
- Yngve Gamlin
- Lars Theodor Jonsson
- Jon Jefferson Klingberg
- Johannes Bah Kuhnke
- Arvid Lind
- Bo Anders Persson
- Örjan Sandler
- Nisse Simonson
- Bertil Wikström
- Henrik Hetta
- Sigge Ericsson
- Beppe Wolgers